# Walter Kaufmann (filosoof)
Walter Arnold Kaufmann (1 juli 1921 – 4 september 1980) was een Duits-Amerikaanse filosoof, vertaler en dichter. Hij heeft veel geschreven over een breed scala aan onderwerpen, zoals authenticiteit en dood, moraalfilosofie en existentialisme, theïsme en atheïsme, christendom en judaïsme, alsook over filosofie en literatuur. Hij was meer dan dertig jaar lang professor aan de Princeton University.
Hij is bekend als vertaler van Nietzsche.
- Bibsys: 97001398
- Biblioteca Nacional de España: XX985846
- Bibliothèque nationale de France: cb123010513 (data)
- Catàleg d'autoritats de noms i títols de Catalunya: 981058513032206706
- Gemeinsame Normdatei: 128630329
- International Standard Name Identifier: 0000 0003 6709 8439
- Library of Congress Control Number: n79081320
- Nationale Bibliotheek van Letland: 000002572
- Bibliotheek van het Japanse parlement: 00445289
- Nationale Bibliotheek van Tsjechië: skuk0003353
- Nationale bibliotheek van Australië: 35795121
- Nationale Bibliotheek van Israël: 987007285209605171
- Nationale Bibliotheek van Polen: a0000001049732
- Nationale en Universitaire bibliotheek Zagreb: 000508455
- Nederlandse Thesaurus van Auteursnamen: 068473702
- PIC: 310860
- Réseau des bibliothèques de Suisse occidentale: 02-A000097429
- LIBRIS: 193076
- SNAC: w6wt14f1
- Système universitaire de documentation: 031877885
- Virtual International Authority File: 230545509
- WorldCat: E39PBJw4FjxpQgJrtjGj9yGvHC